# 圆尾绚鹦嘴鱼
圆尾绚鹦嘴鱼（学名：Calotomus japonicus）又名日本絢鸚嘴魚、日本鸚鯉、鸚哥、蠔魚、菜仔魚，為輻鰭魚綱鱸形目隆頭魚亞目鸚哥魚科的其中一種，分布於西北太平洋區，包括日本、中國、韓國、台灣等海域，體長可達39公分，棲息在沿海海草生長的礁石區，可做為食用魚及遊釣魚。